# U-242
U-242 — средняя немецкая подводная лодка типа VIIC времён Второй мировой войны.

## История
Заказ на постройку субмарины был отдан 10 апреля 1941 года. Лодка была заложена 30 сентября 1942 года на верфи «Германиаверфт» в Киле под строительным номером 676, спущена на воду 20 июля 1943 года. Лодка вошла в строй 14 августа 1943 года под командованием оберлейтенанта Карла-Вильгельма Панке.

### Командиры
- 14 августа 1943 года — февраль 1945 года оберлейтенант цур зее Карл-Вильгельм Панке
- февраль — 5 апреля 1945 года оберлейтенант цур зее Хайнц Ридель

### Флотилии
- 14 августа 1943 года — 31 мая 1944 года — 5-я флотилия (учебная)
- 1 июня 1944 года — 5 июля 1944 года — 3-я флотилия
- 6 июля 1944 года — 31 июля 1944 года — 5-я флотилия (учебная)
- 1 августа 1944 года — 15 февраля 1945 года — 8-я флотилия
- 16 февраля 1945 года — 23 марта 1945 года — 5-я флотилия (учебная)
- 24 марта 1945 года — 5 апреля 1945 года — 5-я флотилия

### История службы
Лодка совершила 7 боевых походов. Потопила 2 судна суммарным водоизмещением 2 095 брт и один вспомогательный военный корабль (500 брт). Погибла 5 апреля 1945 года на минном заграждении QZX в районе с координатами 52°02′09″ с. ш. 05°46′08″ з. д.. 44 погибших (весь экипаж).
До 1991 года считалось, что U-242 была потоплена 30 апреля 1945 года в Ирландском море к западу от Блэкпула, в районе с координатами 53°42′ с. ш. 04°53′ з. д. глубинными бомбами с британских эсминцев HMS Hesperus и HMS Havelock после обнаружения британским «Сандерлендом».
На самом деле это была атака против уже потопленной U-246, при этом взрывами на поверхность были выброшены личные вещи членов экипажа.
Эта лодка была оснащена шноркелем.